# Толанд, Джон Уиллард
Джо́н Уи́ллард То́ланд (29 июня 1912 года, Ла-Кросс, Висконсин, США — 4 января 2004 года) — американский писатель и историк. Он является самым известным биографом Адольфа Гитлера и лауреатом Пулитцеровской премии за истории о Японии эпохи Второй мировой войны: «Страна восходящего солнца».

## Биография
Джон Толанд родился в 1912 году в Ла-кроссе, штат Висконсин. Окончил Уильямс-колледж и некоторое время учился в Йельской школе драмы. Его изначальной задачей было стать драматургом. В студенческие годы, он летом путешествовал с бродягами и затем написал несколько пьес с бомжами в роли центральных персонажей, — ни одна из этих пьес не была поставлена. Он вспоминал, что в 1961 году в его первые годы как писатель он был 
«о, это такой большой провал, какой только может быть у человека».
 Он утверждал, что написал шесть полноценных романов, 26 пьес, и сто рассказов до совершения его первой продажи: это был короткий рассказ, за который «Американский журнал» заплатил $165 в 1954 году.

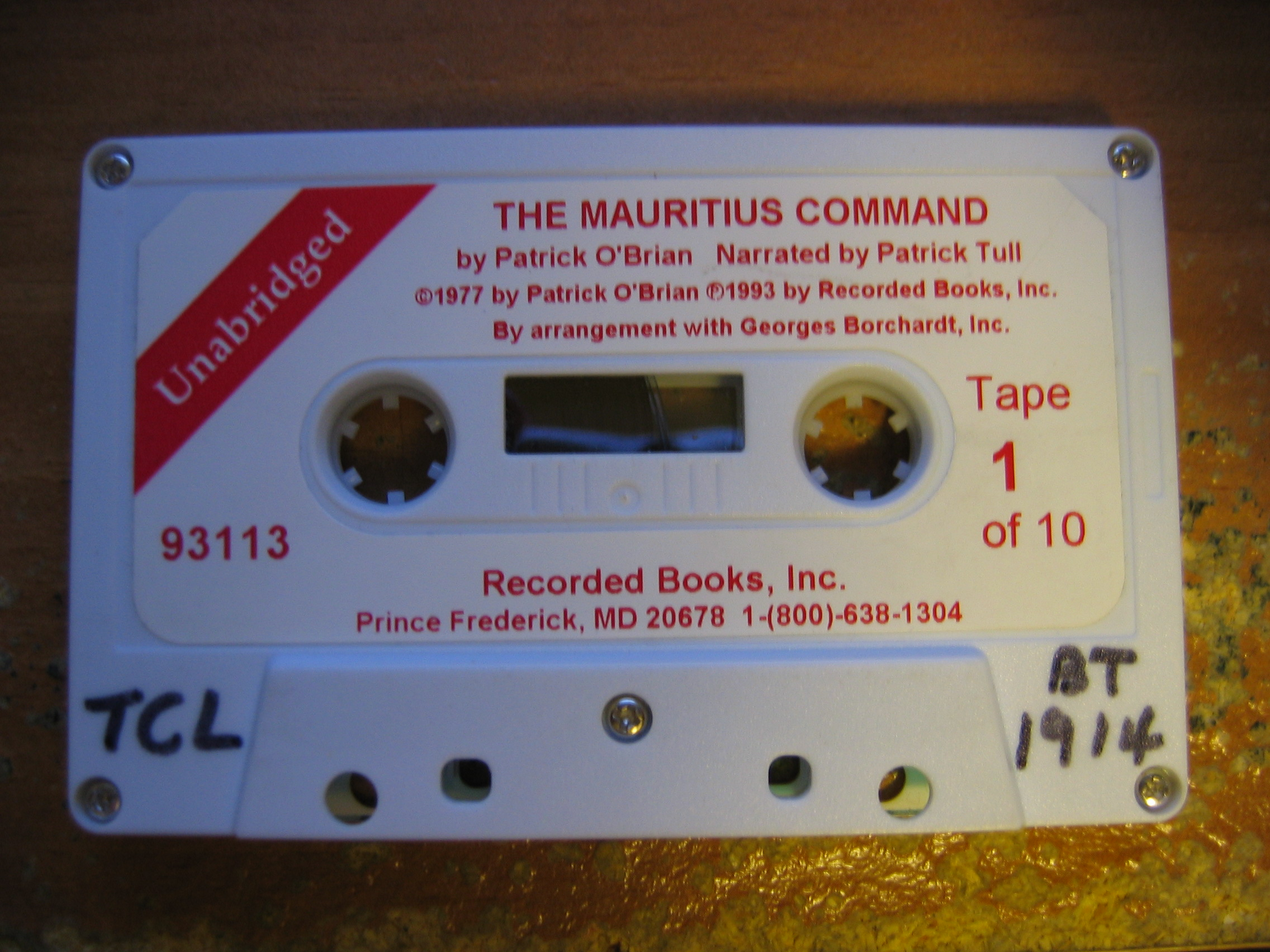
Компакт-кассета с аудиокнигой

Однажды ему удалось создать статью о дирижаблях в формате аудиокниги (на кассете), — которая оказалась чрезвычайно популярной, что привело к началу его карьеры в качестве историка. Дирижабли были предметом его первой полнометражно изданной книги: «Корабли в небе» (1957).
Его самая важная работа, возможно, «Восходящее Солнце» (изд. Рэндом Хаус, 1970), за которую он получил Пулитцеровскую премию в номинации «Общая документалистика» в 1971 году.

На основе оригинальных и обширных интервью с высокопоставленными японскими чиновниками, которые пережили войну, — книга хроники Империи Японии, начиная с военного мятежа в феврале 1936 года до конца Второй Мировой Войны. Он получил Пулитцеровскую премию потому, что это была первая книга на английском языке, рассказывающая историю Тихоокеанской войны с японской точки зрения (а не американской).
Толанд вообще старался писать историю в стиле простого повествования, с минимальным анализом или оценками. Одно исключение в этом его общем подходе: «Подлость: Перл-Харбор и его последствия», про нападение на Перл-Харбор и последующее расследование обстоятельств случившегося, — где он представил доказательства того, что президент Франклин Д. Рузвельт заранее знал о планах нападения на военно-морскую базу, но молчал. Книга была широко раскритикована в то время; да и сегодня большинство историков отвергают концепцию «Перл-Харбор: знание-заранее» как теорию заговора.
Хотя, в основном, Толанд — автор публицистики, он также написал и два исторических романа: «Боги войны» и «Оккупация». Он говорит в автобиографии 1997 года, что он заработал совсем немного денег от своего общепризнанного «Восходящего солнца», — но был обеспечен заработками на жизнь от продаж книги «Адольф Гитлер», для создания которой он также провёл исследование.

### Смерть
Толанд умер от пневмонии 4 января 2004 года, в больнице «Дэнбери» в Данбери, штат Коннектикут.

## Книги
- «Адольф Гитлер: биография», 1976, ISBN 0-385-42053-60-385-42053-6.
- «Битва: история в Арденнах», 1959, ISBN 0-8032-9437-90-8032-9437-9.
- «Но не от стыда: шесть месяцев после Перл-Харбора», 1962, ISBN 0-345-25748-00-345-25748-0
- «Захватывающая История: видение нашего бурного века одним человеком», 1997, ISBN 0-312-15490-90-312-15490-9
- «Дни Диллинджера», 1963, ISBN 0-306-80626-60-306-80626-6.
- «Боги войны», 1985, ISBN 0-385-18007-10-385-18007-1.
- «Большие дирижабли: их Триумфы и ликвидации последствий стихийных бедствий», 1972, ISBN 0-486-21397-80-486-21397-8.
- «В смертельной схватке: Корея 1950—1953», 1991, ISBN 0-688-10079-10-688-10079-1
- «Гнусность: Перл-Харбор и его последствия», 1982, ISBN 0-385-42051-X0-385-42051-х
- «Последние 100 дней: бурная и противоречивая История последних дней Второй Мировой войны в Европе», 2003, переиздание ISBN 0-8129-6859-X0-8129-6859-х
- «Ничейная Земля: 1918, последний год Великой войны», 1980, ISBN 0-385-11291-20-385-11291-2
- «Оккупация», 1987, ISBN 0-385-19819-10-385-19819-1
- «Летающие Тигры» — Авторское Первое Издание 1963 Из Книги Лаврового Листа 1979. Опубликовано корпорацией Dell издание ISBN 0-440-92621-10-440-92621-1
- «Восходящее Солнце: упадок и падение японской Империи», 1936—1945, 1970 ХК ISBN 0-394-44311-X0-394-44311-х, переиздание ISBN 0-8129-6858-10-8129-6858-1.
- «Корабли в небе: История великих дирижаблей» (Нью-Йорк: Генри Холт; Лондон: Ф. Мюллер, 1957)

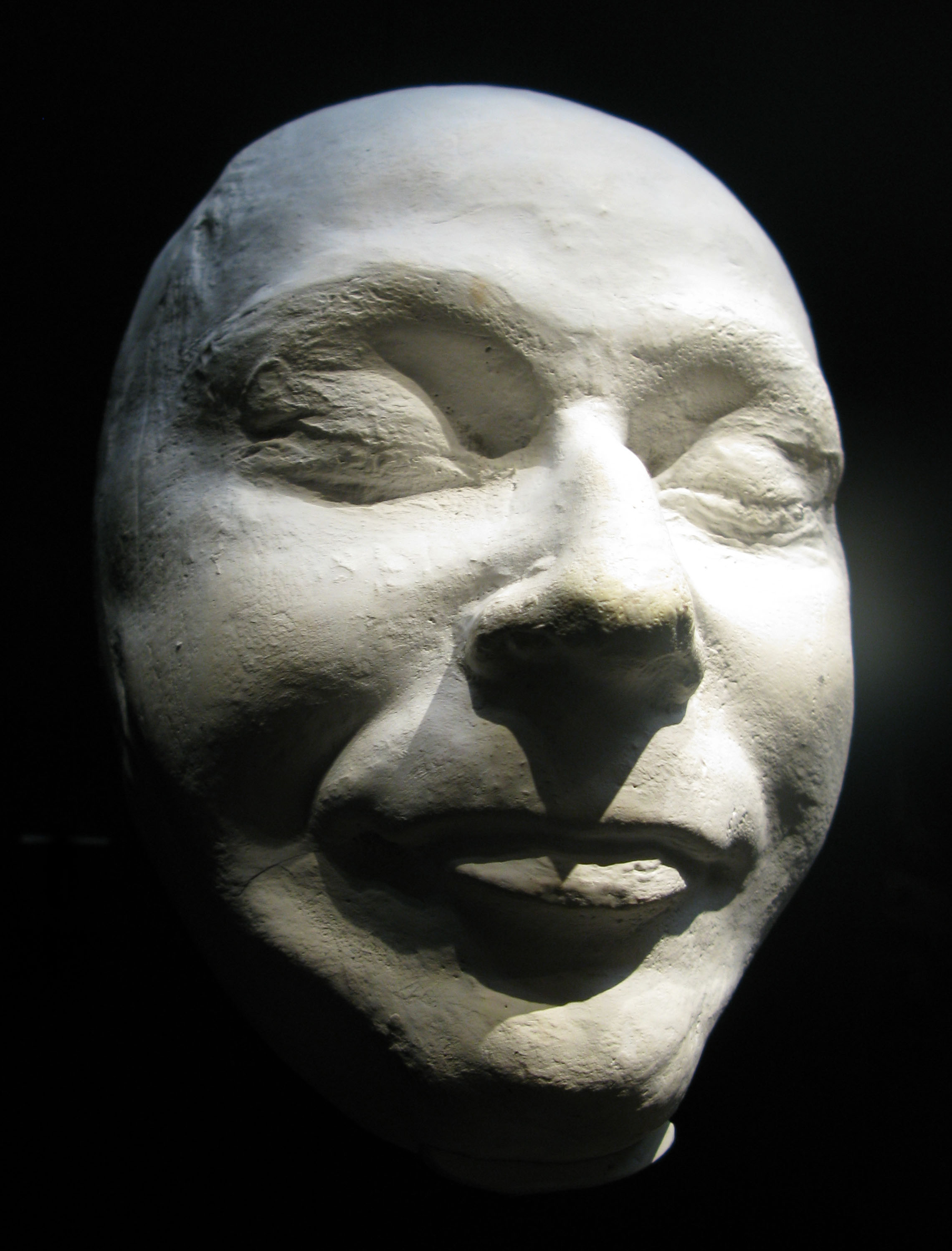
Посмертная маска Гиммлера в Имперском военном музее (Лондон)

## Статьи
- «Смерть дирижабля», февраль 1959, «Американское Наследие», том Х издание 2, стр. 18-23.

## Цитаты
Джон Толанд передал историю, рассказанную ему Гюнтером Зирупом, подчинённым Гейдриха: однажды Гейдрих показал ему фотографию Гиммлера, сказав:
«Верхняя половина — учитель, но нижняя — садист».